# Платон (Удовенко)
Митрополит Платон (в миру Володимир Петрович Удовенко; 17 листопада 1940, селище Успенка, Луганська область) — архієпископ та екзарх Центральної та Південної Америки РПЦ, від 2012 митрополит Феодосійський і Керченський РПЦвУ. Громадянин Росії.
Тезоіменитство — 5 квітня (18 квітня), преподобного Платона Студита

## Життєпис
Після школи у 1957 поступив послушником до Одеського Успенського монастиря, де рік працював у свічній майстерні.
1958 — навчався у Київській духовній академії, після її закриття у 1960 — в Одеській духовній семінарії.
1961—1964 — відбував службу в радянській армії, потім продовжив навчання в семінарії.
1965 — поступив в Ленінградську духовну академію, захистив дисертацію з богослов'я за темою: «Исторический обзор взаимоотношений Русской и Римско-Католической Церквей».
Працював референтом у відділі церковних відносин Московського патріархату. Продовжив навчання в аспірантурі Московської духовної академії.
1971 — постриг на чернецтво, у тому ж році став ієродияконом та ієромонахом.
1972 — став архімандритом і відправлений митрополитом до Аргентини.

### Архієрейство
16 грудня 1973 патріарх Пимен очолив архієрейську хіротонію архімандрита Платона, призначеного єпископом Аргентинським і Південноамериканським.
6 жовтня 1977 – став архієпископом та екзархом Центральної та Південної Америки.
1980 — архієпископу Платону довелося змінити на Свердловській та Курганській кафедрі архієпископа Климента (Перестюка), (який захворів), одночасно від отримав у тимчасове управління Челябінську єпархію. Результатом його діяльності на Уралі стало відкриття у 1983 приходу в Камишлові – перший в єпархії за 30 років.
1984 — зайняв Ярославську та Ростовську кафедру. Будучи архіреєм повернув 8 храмів в Ярославлі і більше 50 по області, почав відновлення Толгського та Спасо-Яковлевського монастирів, знайшов мощі князів Федіра Ростиславовича Чорного, Давида та Костянтина Федоровичів, Василя Всеволодовича та Костянтина Всеволодовича, святителів Дмитра Ростовського, Інокентія Іркутського та Ігнатія (Брянчанинова), преподобного Аврамія.
1990 — брав участь у Помісному соборі РПЦ. Вніс пропозицію про зниження числа голосів, що необхідні кандидату від Помісного собору для включення в остаточний список кандидатів у патріархи, але прийнята не була. Сам архієпископ Платон запропонував кандидатуру Питирима (Нечаєва).
1 січня 1993 вдруге керував Аргентинською та Південноамериканською єпархією..
2000 — брав участь у Архієрейському соборі РПЦ, на якому висловився проти обмежень повноважень Помісного собору.
29 лютого 2004 возведений в сан митрополита.
2010 — 26 липня 2012 — 2-й віце-голова Православного єпископського збору Південної Америки.
26 липня 2012 — звільнений від управління Аргентинсько-Південноамериканською єпархією та переведений до УПЦ МП із подальшим призначенням на Феодосійську та Керченську кафедру..
20 грудня 2012 — призначений управляючим новоствореної Керченської єпархії..

## Нагороди
- 2000 — Орден дружби (Росія)
- 2021 — «почесний громадянин міста-героя Керчі»[7].

### Церковні нагороди

#### НагородиЄрусалимської православної церкви
- 1982 — Орден Святої Єрусалимської Церкви

#### НагородиРосійської православної церкви
- 1977 — Орден святого рівноапостольного великого князя Володимира ІІ ступеня
- 1980 — Орден преподобного Сергія Радонезького II ступеня
- 1996 — пам'ятна панагія
- 1997 — Орден святого благовірного Данила Московського ІІ ступеня
- 1999 — Медаль преподобного Макарія Унженського
- 2000 — Ювілейна Патріарша грамота 2000-річчя Різдва Христового
- 2000 — Орден преподобного Сергія Радонезького І ступеня
- 2003 — Орден святителя Інокентія, митрополита Московського та Коломенського ІІ ступеня]]
- 2006 — пам'ятна панагія
- 2010 — Орден святого преподобного Серафима Саровського II ступеня
- 2010 — Патріарша медаль на честь 30-річчя заснування художньо-виробничого підприємства «Софрино»
- 2010 — Медаль благовірного князя Ярослава Мудрого
- 2012 — Медаль «В память 200-летия победы в Отечественной войне 1812 года»
- 2012 — Медаль святої великомучениці Катерини
- 2013 — ювілейна панагія
- 2013 — почесна відзнака «1025-річчя Хрещення Київської Русі»

#### НагородиПольської православної церкви
- 1985 — Орден Святої Марії Магдалини

## Санкції
24 січня 2023 року, на тлі вторгнення Росії в Україну, потрапив до санкційного списку України з блокуванням активів, обмеженням торговельних операцій, блокуванням виведення капіталів за межі країни і позбавленням державних нагород України.

## Лінки
- Правящий архиерей (рос.)
- Платон, митрополит Феодосийский и Керченский (Удовенко Владимир Петрович) (рос.)
- ЭКСКЛЮЗИВНОЕ ИНТЕРВЬЮ МИТРОПОЛИТА ФЕОДОСИЙСКОГО И КЕРЧЕНСКОГО ПЛАТОНА «КРЫМСКОМУ ЭХУ» (рос.)